# Chesnonia
Chesnonia is een monotypisch geslacht van straalvinnige vissen uit de familie van harnasmannen (Agonidae). Het geslacht is voor het eerst wetenschappelijk beschreven in 1969 door Iredale & Whitley.

## Soort
- Chesnonia verrucosa Lockington, 1880